# Marcos Guimerá Peraza
Marcos Guimerá Peraza (Santa Cruz de Tenerife, 5 de febrero de 1919-21 de mayo de 2012) fue un historiador y biógrafo español.

## Biografía
Marcos Guimerá nació en Santa Cruz de Tenerife. Casado con Carmen Rosa Ravina Méndez, el matrimonio tuvo trece hijos. Licenciado en Derecho por la Universidad de La Laguna en 1941 ganó por oposición plaza de notario, profesión que ejerció hasta su jubilación primero en Güímar, luego en Las Palmas de Gran Canaria y finalmente en su localidad natal. Fue autor de algunas obras jurídicas, todas ellas relacionadas con los heredades de aguas. Sin embargo fue conocido por sus publicaciones sobre historia canaria, una parte de ellas sobre el llamado pleito insular, término que se le atribuye, esto es, el reparto del poder económico y político-territorial en las islas, y otra parte, relacionada con la anterior, dedicada a las biografías de personalidades isleñas relevantes del siglo XIX como Antonio Porlier, Juan Cumella, Nicolás Estévanez, Antonio López Botas, José Murphy, Benito Pérez Armas, Elías Serra Ráfols o Elías Zerolo, entre muchos otros. Su última biografía, la de Esteban Salazar de Frías y Ponte, la publicó ya pasados los noventa años (2010), y su último libro, En el centenario de los Cabildos Insulares (1907-1913), fue publicado póstumamente en 2013.
Fue miembro del Instituto de Estudios Canarios, de la Real Sociedad Económica de Amigos del País de Tenerife y académico correspondiente de la Real Academia de la Historia. Entre los galardones y premios que recibió se encuentran el Premio Canarias en la modalidad de patrimonio histórico (2002), la Gran cruz de Alfonso X el Sabio, la Medalla de Oro de Tenerife, que también le otorgó el título de Hijo Predilecto, o Hijo Adoptivo de Gran Canaria.